# Новоивановский (Гулькевичский район)
Новоивановский — посёлок в Гулькевичском районе Краснодарского края России. Входит в состав сельского поселения Кубань.

## Варианты названия
- Ново-Ивановский,
- Ново-Ивановское[2].

## Население
| 2002 | 2010  |
| ---- | ----- |
| 995  | ↗1012 |

По данным переписи 2002 года, в национальной структуре населения посёлка преобладают русские (87 %).

## Улицы
- ул. Гагарина,
- ул. Кубанская,
- ул. Ленина,
- ул. Механизаторов,
- ул. Молодёжная,
- ул. Набережная,
- ул. Средняя,
- ул. Степная,
- ул. Южная[6].